# Frederick Octavius Pickard-Cambridge
Frederick Octavius Pickard-Cambridge, (abreujat F.O. Pickard-Cambridge o O.P.-Cambridge), nascut el 3 de novembre de 1860 a Warmwell, comtat de Dorset i mort el 9 de febrer de 1905 a Wimbledon) va ser un aracnòleg britànic; també clergue.
El seu oncle, Octavius Pickard-Cambridge (1828 - 1917) era també aracnòleg. La semblança dels noms fa que es confonguin sovint.
El seu decés es va produir per suïcidi.

## Abreviatura
L'abreviatura F. O. P.-Cambridge o F. O. Pickard-Cambridge es fa servir per indicar  Frederick Octavius Pickard-Cambridge com autoritat en la descripció i taxonomia dins la zoologia.